# فورست ويلسون
فورست ويلسون (بالإنجليزية: Forrest Wilson)‏ هو كاتب سير وصحفي أمريكي، ولد في 20 يناير 1883، وتوفي في 9 مايو 1942.